# Beets (Noord-Holland)
Beets, in vroeger tijden Beet genaamd, is een langgerekt en tamelijk groen dorp in de gemeente Edam-Volendam, in de Nederlandse provincie Noord-Holland. Het dorp had in 2023 540 inwoners. Het ligt tussen Hoorn en Purmerend, ten noordoosten van de Beemster.
Het vormde met Schardam een zelfstandige gemeente tot in 1970 met de voormalige gemeenten Oosthuizen, Kwadijk, Middelie en Warder gemeente Zeevang gevormd werd, die op 1 januari 2016 bij de gemeente Edam-Volendam werd gevoegd.
Al deze dorpen behoren tot het Noord-Hollandse laagveengebied, een weidelandschap. Veeteelt - en tot voor kort zuivelbereiding - was en is nog steeds de belangrijkste bron van bestaan, hoewel sinds de zestiger jaren van de 20e eeuw veel elders werkende stedelingen Beets als woonplaats hebben gekozen.

## Geschiedenis
De naam is waarschijnlijk de Friese uitspraak van "Beek". Beets ligt inderdaad langs een water, de Korsloot, een oude natuurlijke verbinding van de Beemster met de Zuiderzee. Deze open verbinding werd in het begin van de 14e eeuw verbroken door het leggen van de Schardam, die het water van de Zuiderzee buiten hield. Sinds de droogmaking van de Beemster in de 17e eeuw fungeert de Korsloot gedeeltelijk als ringvaart van die polder. De Beetser dorpsweg, die in feite een dijk is, beschermde de daarachter liggende polder Beetskoog tegen het water van de Beemster en de Korsloot. De eerste bekading van de Beetskoog vond plaats in 1304.
Rond 1360 is waarschijnlijk de eerste stenen kerk gebouwd. De huidige kruiskerk dateert uit de 15e eeuw en heeft een kleine toren op het dak. De torenklok, een echte Hemony, is van 1650. Het dorp is sinds de reformatie protestant.
Het vroegere gemeentewapen toont drie elkaar kruisende hamers. Dat zou verband kunnen houden met de aanwezigheid in het verleden van scheepstimmerbedrijven, maar zekerheid daarover bestaat niet.

## Geboren
- Arie Bakker (1819-1882), politicus

## Woonachtig geweest
- Gerarda de Lang, grafisch ontwerper.